# بورصة هونغ كونغ
بورصة هونغ كونغ أو سوق الأوراق المالية في هونغ كونغ (تُعرَف اختصاراً باسم SEHK) هي السوق المالية في مدينة هونغ كونغ، وهي تُعَدُّ ثاني أكبر بورصة مالية في قارة آسيا بعد بورصة طوكيو مباشرةً، وسادس أكبر بورصة عالمياً بعد يورونكست. كانت لدى البورصة في 30 نوفمبر عام 2011 نحو 1,477 شركة تبلغ قيمتها السوقية الكليَّة 16.985 ترليون دولار هونغ كونغ.